# Palazzo Elvino
Il palazzo Elvino, o palazzo Elvino-Panicali, è un edificio storico della città di Alvito, costruito nel XVI secolo per volere del vescovo Berardino Elvino, con rifacimenti architettonici del XVII secolo.

## Storia
Il vescovo Bernardino Elvino, nato ad Alvito nel 1504, andò sin da giovanissimo a Roma per intraprendere la carriera ecclesiastica; dal 1520 fu preposto della chiesa di San Martino di Alvito e nel 1534 divenne anche segretario di papa Paolo III e poi vescovo di Anglona, tesoriere apostolico e quindi nunzio apostolico in Spagna e Germania. Guadagnato un cospicuo patrimonio, riuscì ad edificare nel quartiere inferiore di Alvito uno dei più imponenti palazzi rinascimentali della città, che da lui prese il nome, il cui completamento probabilmente deve datarsi al 1560, secondo un'iscrizione orizzontale presente sulla facciata, incisa in una modanatura di pietra.
(Iscrizione su palazzo Elvino di Alvito)

## Architettura
Il palazzo è edificato nel rione Ospedale, ad una delle estremità meridionali del tracciato murario. Si sviluppa su quattro piani, due seminterrati, che si affacciano sulla piana d'Alvito, più altri due che danno anche sul centro cittadino, dov'è anche l'ingresso principale, un portale pugnato. Le finestre che danno verso l'abitato di Alvito sono dotate di storiche inferriate, già citate nella Descrizione del ducato di Alvito attribuita allo scrittore immaginario Giovanni Paolo Mattia Castrucci.
(Castrucci G. P. M., Descrizione del ducato d'Alvito nel regno di Napoli in Campagna felice, Piscopo, Napoli 1863, p. 34)
Nell'XVII secolo i Panicali vi commissionarono degli affreschi e la costruzione di un giardino.